# Culver (Kansas)
Culver – miasto w Stanach Zjednoczonych, w stanie Kansas, w hrabstwie Ottawa.